# Henry Bernard
Pour les articles homonymes, voir Bernard et Henry Bernard (homonymie).
Henry Bernard, né à Albertville le 21 février 1912 et mort le 10 décembre 1994, est un architecte et urbaniste français.

## Famille
Fils d'Henri Bernard né le 25 septembre 1880 à Albertville (Savoie) et de Louise Jeanne Marie dite « Lily » Vallat née le 22 août 1882 à Saint-Étienne (Loire), mariés le 22 mai 1911 à Sury-le-Comtal (Loire). Henry Bernard a deux frères, Pierre, né en 1913 et Jean, né en 1933 d'un second mariage.

## Biographie
Élève de Paul Bigot qui en fait son légataire universel, ainsi que Paul-Jacques Grillo (1908-1990) à l'École nationale supérieure des beaux-arts, il obtient son diplôme d'Architecte diplômé par le gouvernement (DPLG) en 1938 et Premier Grand Prix de Rome, Henry Bernard est architecte des bâtiments civils et palais nationaux, urbaniste en chef de la ville de Grenoble puis de l'Atelier parisien d'urbanisme (APUR) et chef d'atelier à l'École nationale supérieure des beaux-arts de Paris.
Après la Seconde Guerre mondiale, il participe, sous la direction de Marc Brillaud de Laujardière, à la reconstruction de Caen en y édifiant notamment l'université. En 1958, le général de Gaulle charge l'architecte de réfléchir à la reconstruction du palais des Tuileries afin d'en faire la résidence du président de la République.
Il est élu membre de l'Académie des beaux-arts en 1968 au fauteuil du peintre et décorateur Jean Dupas, transféré à la section d'architecture. Il en devient président de 1988 jusqu'à sa mort en 1994.

## Œuvres
- Actuel campus 1 de l'université de Caen (1948–1957), classé en 2012[5],
- église Saint-Julien de Caen (1954–1963), classée en 2007 [6],
- maison de Radio France à Paris (1952–1963),
- Le Bois d'Aurouze à SuperDévoluy (1966)
- préfecture du Val-d'Oise (1969),
- centres hospitaliers universitaires de Caen, Tours et Grenoble,
- statue de Charles Maurras à la maison du chemin de Paradis,
- palais de l’Europe du Conseil de l'Europe à Strasbourg (1974–1977).

La maison de Radio France à Paris
L'église Saint-Julien de Caen
Université de Caen (campus 1)
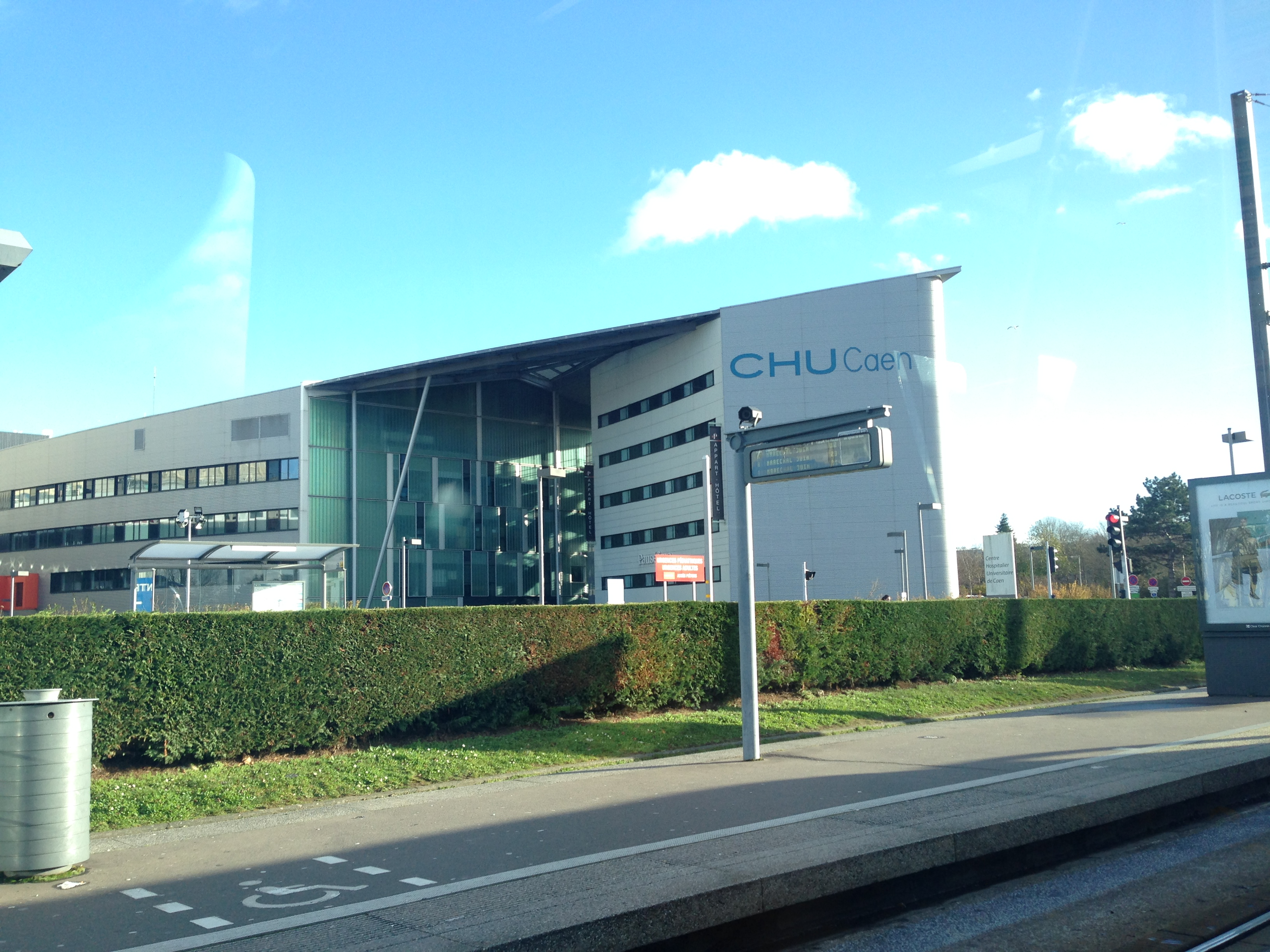
CHRU de Caen (CHU Côte de Nacre)
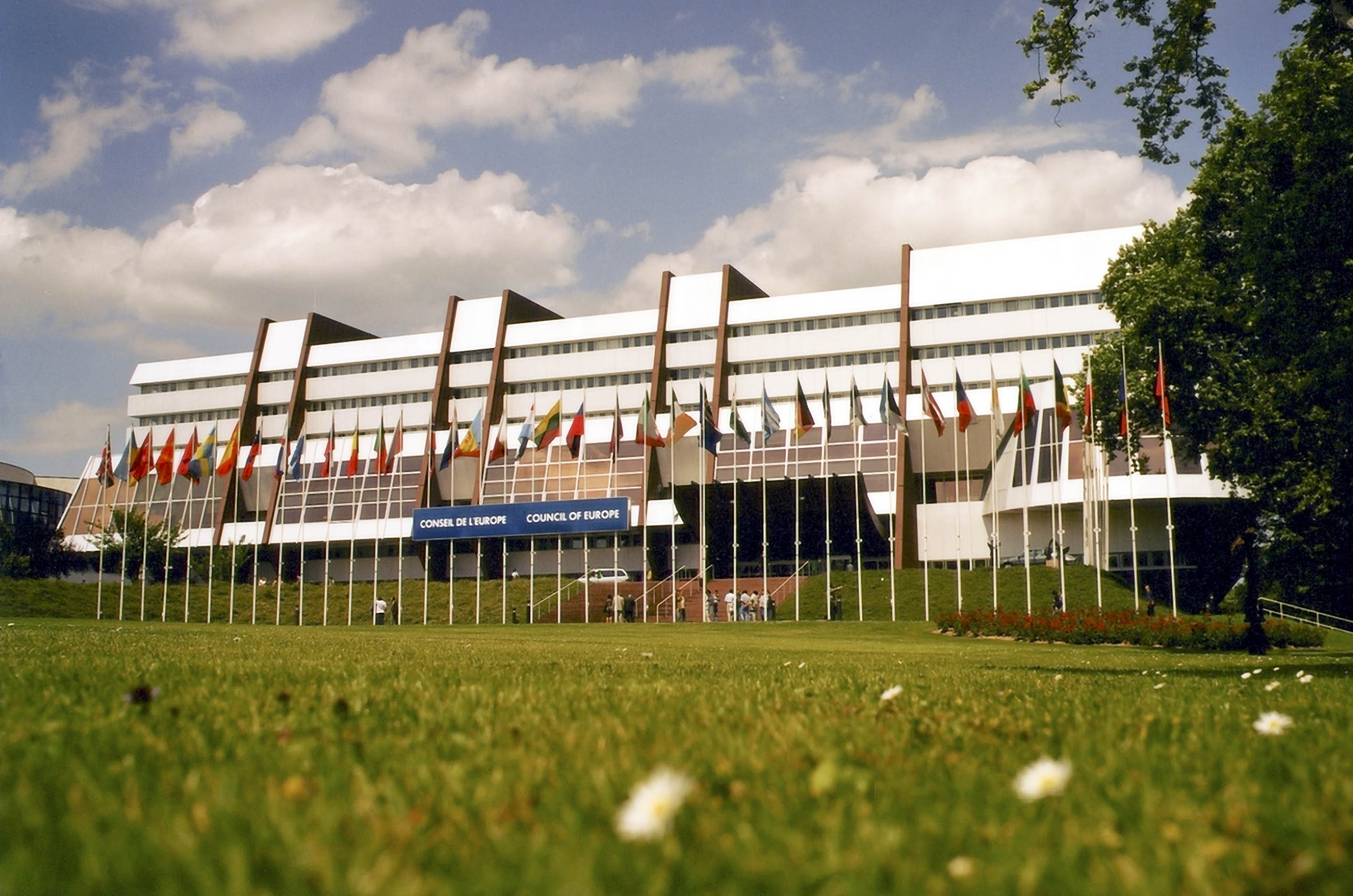
Palais de l’Europe à Strasbourg